# Силламяэская гимназия
Силламя́эская гимназия (эст. Sillamäe gümnaasium) — средняя общеобразовательная школа, расположенная в городе Силламяэ Ида-Вируского уезда Эстонии.
Первое в Эстонии образовательное учреждение, созданное в ходе государственной реформы школьного и гимназического образования. С 1 сентября 2012 года - единственная школа в городе, дающая полное среднее образование (с 10 по 12 классы).

## История
1 сентября 2012 года в рамках реформы образования на базе школы Астангу (бывшей школы № 4) была открыта Силламяэская гимназия. В церемонии открытия Силламяэской гимназии принимал участие министр образования Эстонии Яак Аавиксоо.

## Деятельность
- В гимназии ведётся обучение по четырём направлениям: реальное, гуманитарное, внутренней безопасности и «природа и окружающая среда»[6][7][8].
- 60% обучения проходило на эстонском языке, 40% — на русском.
- С 2014 года планировалось открыть вечернюю школу для взрослых.